# Championnat du monde féminin de hockey sur glace 2019
Navigation
Championnat du monde 2018 Championnat du monde 2020
Le Championnat du monde féminin de hockey sur glace 2019 est la vingtième édition de cette compétition organisée par la Fédération internationale de hockey sur glace (IIHF). Elle a lieu du 4 au 14 avril 2019 à Espoo en Finlande.
Les cinq divisions inférieures sont disputées indépendamment du groupe Élite.

## Format de la compétition
Le Championnat du monde féminin de hockey sur glace est un ensemble de plusieurs tournois regroupant les nations en fonction de leur niveau. Les meilleures équipes disputent le titre dans la Division Élite.
Les 10 équipes de la Division Élite sont réparties en deux groupes de 5 : les mieux classées dans le groupe A et les autres dans le groupe B. Chaque groupe est disputé sous la forme d'un championnat à matches simples. Les 5 équipes du groupe A sont qualifiés d'office pour les quarts de finale, de même que les 3 premiers du groupe B. Les 2 derniers du groupe B sont relégués en division inférieure lors de l'édition 2020.
Pour les autres divisions qui comptent 6 équipes (sauf le groupe de Qualification pour la Division IIB qui en compte 5), les équipes s’affrontent entre elles et, à l'issue de cette compétition, le premier est promu dans la division supérieure et le dernier est relégué dans la division inférieure.
Lors des phases de poule, les points sont attribués ainsi :
- 3 points pour une victoire dans le temps réglementaire ;
- 2 points pour une victoire en prolongation ou aux tirs de fusillade ;
- 1 point pour une défaite en prolongation ou aux tirs de fusillade ;
- 0 point pour une défaite dans le temps réglementaire.

## Division Élite

### Patinoire
| \| Espoo \| Localisation de la ville d'Espoo, au sud de la Finlande. |
| Espoo                                                                |

| Espoo                               |
|                                     |
| Espoo Metro Areena Capacité : 7 036 |

### Officiels
La fédération internationale de hockey sur glace a sélectionné 12 arbitres et 10 juges de lignes pour cette compétition.
| - Henna Åberg - Gabrielle Ariano-Lortie - Nikoleta Celárová - Maria Fuhrberg - Gabriella Gran - Nicole Hertrich | - Jamie Huntley-Park - Kaisa Ketonen - Miyuki Nakayama - Lacey Senuk - Anna Maria Wiegand - Yana Zueva |

| - Magali Anex - Jenni Heikkinen - Jenni Jaatinen - Veronica Lovensno - Julia Kainberger | - Lisa Linnek - Diana Mokhova - Jacqueline Spresser - Michaela Štefková - Justine Todd |

### Tour préliminaire

#### Aperçu des résultats
Légende : P : Prolongation   -   F : Tirs de fusillade    -    T : Tenant du titre   -   H : Pays hôte    -    IA : promu de la Division IA
| Pays         |     |      |     |      |     |
| ------------ | --- | ---- | --- | ---- | --- |
| Canada       |     | 2-3  | 6-1 | 5-1  | 6-0 |
| États-Unis T | 3-2 |      | 6-2 | 10-0 | 8-0 |
| Finlande H   | 1-6 | 2-6  |     | 4-0  | 6-2 |
| Russie       | 1-5 | 0-10 | 0-4 |      | 2-1 |
| Suisse       | 0-6 | 0-8  | 2-6 | 1-2  |     |

| Pays      |       |       |     |     |       |
| --------- | ----- | ----- | --- | --- | ----- |
| Allemagne |       | 2-3 P | 3-2 | 0-2 | 2-1 F |
| France IA | 3-2 P |       | 0-3 | 1-3 | 1-2   |
| Japon IA  | 2-3   | 3-0   |     | 1-3 | 3-2   |
| Tchéquie  | 2-0   | 3-1   | 3-1 |     | 5-3   |
| Suède     | 1-2 F | 2-1   | 2-3 | 3-5 |       |

#### Groupe A

##### Matches
| 4 avril | Suisse | 0-6 (0-2, 0-0, 0-4) | Canada | Espoo Metro Areena 649 spectateurs |

| Feuille de match | Feuille de match | Feuille de match        | Feuille de match | Feuille de match                                                                                   |
| ---------------- | ---------------- | ----------------------- | --- | -------------------------------------------------------------------------------------------------- |
|                  | -                | 0-1 0-2 0-3 0-4 0-5 0-6 | Gabel (Jenner, Bourbonnais) — 9 min 8 s Spooner (Nurse, Fast) — 9 min 24 s Clark (Spooner, Hart) — 41 min 35 s Clark (Larocque, Ambrose) — 47 min 43 s Rattray (Fortino, Stacey) — 52 min 54 s Turnbull (Fortino, Fast) — 58 min 3 s | Arbitrage : Henna Åberg et Miyuki Nakayama Juges de lignes : Jenni Jaatinen et Jacqueline Spresser |
| Brändli          | Gardiens         | Szabados                | | Arbitrage : Henna Åberg et Miyuki Nakayama Juges de lignes : Jenni Jaatinen et Jacqueline Spresser |
| 6 min            | Pénalités        | 6 min                   | | Arbitrage : Henna Åberg et Miyuki Nakayama Juges de lignes : Jenni Jaatinen et Jacqueline Spresser |
| 6                | Tirs             | 53                      | | Arbitrage : Henna Åberg et Miyuki Nakayama Juges de lignes : Jenni Jaatinen et Jacqueline Spresser |

| 4 avril | Finlande | 2-6 (1-1, 1-0, 0-5) | États-Unis | Espoo Metro Areena 4 046 spectateurs |

| Feuille de match | Feuille de match                                                                                  | Feuille de match                | Feuille de match | Feuille de match                                                                                 |
| ---------------- | ------------------------------------------------------------------------------------------------- | ------------------------------- | --- | ------------------------------------------------------------------------------------------------ |
|                  | Holopainen (Vainikka, Hakala) — 9 min 28 s - Nieminen (Hiirikoski, Sallinen) — 31 min 18 s (SN) - | 1-0 1-1 2-1 2-2 2-3 2-4 2-5 2-6 | - Coyne Schofield (Knight ) — 17 min 48 s (JS) - Samoskevich (Keller) — 43 min 10 s Knight (Brandt) — 44 min 51 s Carpenter (Barnes, Kessel) — 47 min 38 s (SN) Decker (Coyne Schofield) — 51 min 35 s Pankowski (Carpenter, Coyne Schofield) — 57 min 29 s | Arbitrage : Gabriella Gran et Nicole Hertrich Juges de lignes : Julia Kainberger et Justine Todd |
| Räty             | Gardiens                                                                                          | Rigsby                          | | Arbitrage : Gabriella Gran et Nicole Hertrich Juges de lignes : Julia Kainberger et Justine Todd |
| 4 min            | Pénalités                                                                                         | 10 min                          | | Arbitrage : Gabriella Gran et Nicole Hertrich Juges de lignes : Julia Kainberger et Justine Todd |
| 23               | Tirs                                                                                              | 45                              | | Arbitrage : Gabriella Gran et Nicole Hertrich Juges de lignes : Julia Kainberger et Justine Todd |

| 5 avril | Russie | 2-1 (1-1, 0-0, 1-0) | Suisse | Espoo Metro Areena 629 spectateurs |

| Feuille de match | Feuille de match                                                                             | Feuille de match | Feuille de match                                | Feuille de match                                                                       |
| ---------------- | -------------------------------------------------------------------------------------------- | ---------------- | ----------------------------------------------- | -------------------------------------------------------------------------------------- |
|                  | - Timofeyeva (Sossina) — 19 min 50 s (SN) Sossina (Shibanova, Pirogova) — 59 min 23 s (2 SN) | 0-1 1-1 2-1      | Raselli (Enzler, Müller) — 13 min 41 s (2 SN) - | Arbitrage : Kaisa Ketonen et Lacey Senuk Juges de lignes : Lisa Linnek et Justine Todd |
| Morozova         | Gardiens                                                                                     | Alder            |                                                 | Arbitrage : Kaisa Ketonen et Lacey Senuk Juges de lignes : Lisa Linnek et Justine Todd |
| 12 min           | Pénalités                                                                                    | 12 min           |                                                 | Arbitrage : Kaisa Ketonen et Lacey Senuk Juges de lignes : Lisa Linnek et Justine Todd |
| 43               | Tirs                                                                                         | 11               |                                                 | Arbitrage : Kaisa Ketonen et Lacey Senuk Juges de lignes : Lisa Linnek et Justine Todd |

| 6 avril | Russie | 0-4 (0-1, 0-0, 0-3) | Finlande | Espoo Metro Areena 5 723 spectateurs |

| Feuille de match                                | Feuille de match | Feuille de match | Feuille de match | Feuille de match                                                                                              |
| ----------------------------------------------- | ---------------- | ---------------- | --- | --- |
|                                                 | -                | 0-1 0-2 0-3 0-4  | Nieminen (Tulus) — 6 min 6 s Hakala (Vainikka, Holopainen) — 43 min 7 s Vainikka (Hakala, Tapani) — 46 min 30 s Holopainen (Vainikka) — 47 min 53 s | Arbitrage : Gabrielle Ariano-Lortie et Jamie Huntley-Park Juges de lignes : Michaela Štefková et Justine Todd |
| Merkoucheva (47 min 53 s) Prougova (12 min 7 s) | Gardiens         | Räty             | | Arbitrage : Gabrielle Ariano-Lortie et Jamie Huntley-Park Juges de lignes : Michaela Štefková et Justine Todd |
| 10 min                                          | Pénalités        | 8 min            | | Arbitrage : Gabrielle Ariano-Lortie et Jamie Huntley-Park Juges de lignes : Michaela Štefková et Justine Todd |
| 18                                              | Tirs             | 37               | | Arbitrage : Gabrielle Ariano-Lortie et Jamie Huntley-Park Juges de lignes : Michaela Štefková et Justine Todd |

| 6 avril | États-Unis | 3-2 (2-1, 1-1, 0-0) | Canada | Espoo Metro Areena 3 102 spectateurs |

| Feuille de match | Feuille de match                                                                                        | Feuille de match    | Feuille de match                                                                               | Feuille de match                                                                                 |
| ---------------- | --- | ------------------- | ---------------------------------------------------------------------------------------------- | ------------------------------------------------------------------------------------------------ |
|                  | Knight (Cameranesi) — 4 min 23 s - Coyne Schofield — 18 min 13 s - Pankowski (Barnes) — 34 min 3 s (SN) | 1-0 1-1 2-1 2-2 3-2 | - Nurse (Jenner, Lacquette) — 6 min 27 s (SN) - Jenner (Lacquette, Nurse) — 21 min 55 s (SN) - | Arbitrage : Kaisa Ketonen et Anna Maria Wiegand Juges de lignes : Magali Anex et Jenni Heikkinen |
| Rigsby           | Gardiens                                                                                                | Maschmeyer          |                                                                                                | Arbitrage : Kaisa Ketonen et Anna Maria Wiegand Juges de lignes : Magali Anex et Jenni Heikkinen |
| 14 min           | Pénalités                                                                                               | 12 min              |                                                                                                | Arbitrage : Kaisa Ketonen et Anna Maria Wiegand Juges de lignes : Magali Anex et Jenni Heikkinen |
| 30               | Tirs | 33                  |                                                                                                | Arbitrage : Kaisa Ketonen et Anna Maria Wiegand Juges de lignes : Magali Anex et Jenni Heikkinen |

| 7 avril | Suisse | 0-8 (0-3, 0-1, 0-4) | États-Unis | Espoo Metro Areena 343 spectateurs |

| Feuille de match | Feuille de match | Feuille de match                | Feuille de match | Feuille de match                                                                                     |
| ---------------- | ---------------- | ------------------------------- | --- | --- |
|                  | -                | 0-1 0-2 0-3 0-4 0-5 0-6 0-7 0-8 | Carpenter — 3 min 41 s Cameranesi (Pfalzer, Stecklein) — 9 min 41 s Keller (Decker) — 15 min 2 s (SN) Kessel (Coyne Schofield) — 20 min 52 s Kessel (Bozek, Carpenter) — 50 min 5 s Keller (Barnes, Pannek) — 54 min 39 s (SN) Knight (Pfalzer, Cameranesi) — 56 min 1 s Cameranesi (Compher) — 59 min 38 s | Arbitrage : Gabrielle Ariano-Lortie et Yana Zueva Juges de lignes : Jenni Heikkinen et Diana Mokhova |
| Alder            | Gardiens         | Rooney                          | | Arbitrage : Gabrielle Ariano-Lortie et Yana Zueva Juges de lignes : Jenni Heikkinen et Diana Mokhova |
| 6 min            | Pénalités        | 2 min                           | | Arbitrage : Gabrielle Ariano-Lortie et Yana Zueva Juges de lignes : Jenni Heikkinen et Diana Mokhova |
| 6                | Tirs             | 57                              | | Arbitrage : Gabrielle Ariano-Lortie et Yana Zueva Juges de lignes : Jenni Heikkinen et Diana Mokhova |

| 8 avril | Finlande | 6-2 (2-1, 2-1, 2-0) | Suisse | Espoo Metro Areena 3 226 spectateurs |

| Feuille de match | Feuille de match | Feuille de match                | Feuille de match                                                       | Feuille de match                                                                                              |
| ---------------- | --- | ------------------------------- | ---------------------------------------------------------------------- | --- |
|                  | - Tapani (Hiirikoski, Sallinen) — 14 min 2 s Lindstedt (Hiirikoski, Tulus) — 17 min 59 s (SN) - Välimäki (Lindstedt, Rahunen) — 33 min 31 s Karvinen (Hiirikoski) — 37 min 12 s Tuominen (Sallinen, Karvinen) — 47 min 14 s Karvinen (Tapani, Hiirikoski) — 49 min 43 s | 0-1 1-1 2-1 2-2 3-2 4-2 5-2 6-2 | - Raselli (Enzler) — 13 min 34 s - Müller (Bullo) — 25 min 48 s (SN) - | Arbitrage : Gabrielle Ariano-Lortie et Lacey Senuk Juges de lignes : Veronica Lovensno et Jacqueline Spresser |
| Suonpää          | Gardiens | Brändli                         |                                                                        | Arbitrage : Gabrielle Ariano-Lortie et Lacey Senuk Juges de lignes : Veronica Lovensno et Jacqueline Spresser |
| 4 min            | Pénalités | 4 min                           |                                                                        | Arbitrage : Gabrielle Ariano-Lortie et Lacey Senuk Juges de lignes : Veronica Lovensno et Jacqueline Spresser |
| 45               | Tirs | 17                              |                                                                        | Arbitrage : Gabrielle Ariano-Lortie et Lacey Senuk Juges de lignes : Veronica Lovensno et Jacqueline Spresser |

| 8 avril | Canada | 5-1 (1-0, 4-0, 0-1) | Russie | Espoo Metro Areena 285 spectateurs |

| Feuille de match | Feuille de match | Feuille de match                              | Feuille de match                                      | Feuille de match                                                                                       |
| ---------------- | --- | --------------------------------------------- | ----------------------------------------------------- | --- |
|                  | Spooner (Lacquette, Jenner) — 13 min 43 s (SN) Johnston (Daoust) — 24 min 22 s Turnbull (Spooner, Ambrose) — 26 min 22 s Spooner (Lacquette, Jenner) — 31 min 42 s (SN) Spponer (Fortino) — 35 min 16 s - | 1-0 2-0 3-0 4-0 5-0 5-1                       | - Ganeïeva (Batalova, Dergatchiova) — 41 min 1 s (SN) | Arbitrage : Gabriella Gran et Jamie Huntley-Park Juges de lignes : Jenni Heikkinen et Julia Kainberger |
| Lacasse          | Gardiens | Prougova (26 min 22 s) Morozova (33 min 38 s) |                                                       | Arbitrage : Gabriella Gran et Jamie Huntley-Park Juges de lignes : Jenni Heikkinen et Julia Kainberger |
| 4 min            | Pénalités | 8 min                                         |                                                       | Arbitrage : Gabriella Gran et Jamie Huntley-Park Juges de lignes : Jenni Heikkinen et Julia Kainberger |
| 45               | Tirs | 8                                             |                                                       | Arbitrage : Gabriella Gran et Jamie Huntley-Park Juges de lignes : Jenni Heikkinen et Julia Kainberger |

| 9 avril | États-Unis | 10-0 (3-0, 4-0, 3-0) | Russie | Espoo Metro Areena 954 spectateurs |

| Feuille de match | Feuille de match | Feuille de match                                 | Feuille de match | Feuille de match                                                                                    |
| ---------------- | --- | ------------------------------------------------ | ---------------- | --------------------------------------------------------------------------------------------------- |
|                  | Kessel (Carpenter, Pannek) — 2 min 7 s Barnes (Keller) — 13 min 44 s Coyne Shofield — 14 min 1 s Bozek (Pankowski, Picard) — 23 min 50 s Stecklein (Brodt, Scamurra) — 28 min 18 s Knight (Carpenter, Pfalzer) — 32 min 41 s (JS) Coyne Shofield (Pankowski, Decker) — 39 min 7 s (SN) Decker (Pankowski, Bellamy) — 46 min 1 s Stecklein — 52 min 11 s Samoskevich — 57 min 12 s | 1-0 2-0 3-0 4-0 5-0 6-0 7-0 8-0 9-0 10-0         | -                | Arbitrage : Nikoleta Celárová et Anna Maria Wiegand Juges de lignes : Magali Anex et Jenni Jaatinen |
| Rigsby           | Gardiens | Merkoucheva (28 min 18 s) Prougova (31 min 42 s) |                  | Arbitrage : Nikoleta Celárová et Anna Maria Wiegand Juges de lignes : Magali Anex et Jenni Jaatinen |
| 4 min            | Pénalités | 6 min                                            |                  | Arbitrage : Nikoleta Celárová et Anna Maria Wiegand Juges de lignes : Magali Anex et Jenni Jaatinen |
| 44               | Tirs | 12                                               |                  | Arbitrage : Nikoleta Celárová et Anna Maria Wiegand Juges de lignes : Magali Anex et Jenni Jaatinen |

| 9 avril | Canada | 6-1 (2-0, 2-0, 2-1) | Finlande | Espoo Metro Areena 4 752 spectateurs |

| Feuille de match | Feuille de match | Feuille de match                         | Feuille de match                   | Feuille de match                                                                                |
| ---------------- | --- | ---------------------------------------- | ---------------------------------- | ----------------------------------------------------------------------------------------------- |
|                  | Gabel (Bettez, Fast) — 10 min 44 s Johnston (Ambrose, Saulnier) — 14 min Gabel (Bettez, Bourbonnais) — 35 min 35 s Jenner (Gabel) — 38 min 23 s - Nurse (Spooner, Fast) — 49 min 51 s Ambrose (Rattray, Daoust) — 51 min 32 s | 1-0 2-0 3-0 4-0 4-1 5-1 6-1              | - Vitasuo (Välilä) — 42 min 42 s - | Arbitrage : Maria Furberg et Nicole Hertrich Juges de lignes : Lisa Linnek et Veronica Lovensno |
| Szabados         | Gardiens | Räty (35 min 35 s) Suonpää (24 min 25 s) |                                    | Arbitrage : Maria Furberg et Nicole Hertrich Juges de lignes : Lisa Linnek et Veronica Lovensno |
| 10 min           | Pénalités | 12 min                                   |                                    | Arbitrage : Maria Furberg et Nicole Hertrich Juges de lignes : Lisa Linnek et Veronica Lovensno |
| 49               | Tirs | 23                                       |                                    | Arbitrage : Maria Furberg et Nicole Hertrich Juges de lignes : Lisa Linnek et Veronica Lovensno |

##### Classement
| Clt   | Équipe     | PJ | V | VP | D | DP | BP | BC | Diff | Pts |
| ----- | ---------- | -- | - | -- | - | -- | -- | -- | ---- | --- |
| +001, | États-Unis | 4  | 4 | 0  | 0 | 0  | 27 | 4  | +23  | 12  |
| +002, | Canada     | 4  | 3 | 0  | 1 | 0  | 19 | 5  | +14  | 9   |
| +003, | Finlande   | 4  | 2 | 0  | 2 | 0  | 13 | 14 | -1   | 6   |
| +004, | Russie     | 4  | 1 | 0  | 3 | 0  | 3  | 20 | -17  | 3   |
| +005, | Suisse     | 4  | 0 | 0  | 4 | 0  | 3  | 22 | -19  | 0   |

- Qualifié pour les quarts de finale

Pour les significations des abréviations, voir statistiques du hockey sur glace.
Nota : pour départager les ex aequo, les règles suivantes sont appliquées : 1. Nombre de points, 2. Nombre de points lors d'une confrontation directe, 3. Différence de buts lors des confrontations directes, 4. Nombre de buts marqués lors des confrontations directes, 5. résultat contre la ou les équipes les mieux classées les plus proches en dehors des équipes à égalité, 6. tirage au sort.

#### Groupe B

##### Matches
| 4 avril | Allemagne | 2-1 (TB) (0-0, 1-1, 0-0, 0-0, 1-0) | Suède | Espoo Metro Areena 1 983 spectateurs |

| Feuille de match | Feuille de match                                               | Feuille de match | Feuille de match                                | Feuille de match                                                                                          |
| ---------------- | -------------------------------------------------------------- | ---------------- | ----------------------------------------------- | --- |
|                  | - Nix (Gleißner, Spielberger) — 34 min 9 s Kluge — 65 min (TB) | 0-1 1-1 2-1      | Engström (H. Olsson, M. Olsson) — 29 min 53 s - | Arbitrage : Jamie Huntley-Park et Anna Maria Wiegand Juges de lignes : Diana Mokhova et Michaela Štefková |
| Harß             | Gardiens                                                       | Grahn            |                                                 | Arbitrage : Jamie Huntley-Park et Anna Maria Wiegand Juges de lignes : Diana Mokhova et Michaela Štefková |
| 10 min           | Pénalités                                                      | 12 min           |                                                 | Arbitrage : Jamie Huntley-Park et Anna Maria Wiegand Juges de lignes : Diana Mokhova et Michaela Štefková |
| 15               | Tirs                                                           | 41               |                                                 | Arbitrage : Jamie Huntley-Park et Anna Maria Wiegand Juges de lignes : Diana Mokhova et Michaela Štefková |

| 4 avril | France | 0-3 (0-0, 0-2, 0-1) | Japon | Espoo Metro Areena 202 spectateurs |

| Feuille de match | Feuille de match | Feuille de match | Feuille de match                                                                          | Feuille de match                                                                         |
| ---------------- | ---------------- | ---------------- | ----------------------------------------------------------------------------------------- | ---------------------------------------------------------------------------------------- |
|                  | -                | 0-1 0-2 0-3      | Miura (Ukita) — 27 min 28 s A. Toko (Osawa) — 30 min 45 s Taka (Koike) — 53 min 15 s (SN) | Arbitrage : Nikoleta Celárová et Yana Zueva Juges de lignes : Magali Anex et Lisa Linnek |
| Baldin           | Gardiens         | N. Fujimoto      |                                                                                           | Arbitrage : Nikoleta Celárová et Yana Zueva Juges de lignes : Magali Anex et Lisa Linnek |
| 10 min           | Pénalités        | 8 min            |                                                                                           | Arbitrage : Nikoleta Celárová et Yana Zueva Juges de lignes : Magali Anex et Lisa Linnek |
| 25               | Tirs             | 38               |                                                                                           | Arbitrage : Nikoleta Celárová et Yana Zueva Juges de lignes : Magali Anex et Lisa Linnek |

| 5 avril | République tchèque | 3-1 (2-0, 1-0, 0-1) | France | Espoo Metro Areena 553 spectateurs |

| Feuille de match | Feuille de match | Feuille de match | Feuille de match                              | Feuille de match                                                                                    |
| ---------------- | --- | ---------------- | --------------------------------------------- | --------------------------------------------------------------------------------------------------- |
|                  | Mrázová (Křížová) — 5 min 6 s (SN) Hymlarova (Mills, Tejralová) — 9 min 44 s (SN) Lédlová (Vanišová) — 23 min 26 s - | 1-0 2-0 3-0 3-1  | - Passard (Duvin, Allemoz) — 52 min 21 s (SN) | Arbitrage : Henna Åberg et Maria Furberg Juges de lignes : Veronica Lovensno et Jacqueline Spresser |
| Peslarova        | Gardiens | Baldin           |                                               | Arbitrage : Henna Åberg et Maria Furberg Juges de lignes : Veronica Lovensno et Jacqueline Spresser |
| 2 min            | Pénalités | 12 min           |                                               | Arbitrage : Henna Åberg et Maria Furberg Juges de lignes : Veronica Lovensno et Jacqueline Spresser |
| 43               | Tirs | 17               |                                               | Arbitrage : Henna Åberg et Maria Furberg Juges de lignes : Veronica Lovensno et Jacqueline Spresser |

| 6 avril | Suède | 3-5 (2-1, 0-1, 1-2) | République tchèque | Espoo Metro Areena 1 024 spectateurs |

| Feuille de match | Feuille de match | Feuille de match                | Feuille de match | Feuille de match                                                                           |
| ---------------- | --- | ------------------------------- | --- | ------------------------------------------------------------------------------------------ |
|                  | H. Olsson (Adolfsson, Rask) — 6 min 55 s (SN) - Nordin (Winberg, Rask) — 14 min 22 s - Grahm (Nordin) — 57 min 56 s (JS) - | 1-0 1-1 2-1 2-2 2-3 2-4 3-4 3-5 | - Mlýnková (Hymlarova) — 10 min 4 s - Hymlarova (Tejralová, Mills) — 28 min 27 s (SN) Přibylová (Studentová, Mrázová) — 36 min 30 s (SN) Křížová (Mrázová) — 49 min 46 s - Vanišová (Horálková) — 59 min 45 s (CV) | Arbitrage : Miyuki Nakayama et Lacey Senuk Juges de lignes : Jenni Jaatinen et Lisa Linnek |
| Grahn            | Gardiens | Peslarová                       | | Arbitrage : Miyuki Nakayama et Lacey Senuk Juges de lignes : Jenni Jaatinen et Lisa Linnek |
| 10 min           | Pénalités | 6 min                           | | Arbitrage : Miyuki Nakayama et Lacey Senuk Juges de lignes : Jenni Jaatinen et Lisa Linnek |
| 25               | Tirs | 28                              | | Arbitrage : Miyuki Nakayama et Lacey Senuk Juges de lignes : Jenni Jaatinen et Lisa Linnek |

| 6 avril | Japon | 2-3 (0-1, 0-0, 2-2) | Allemagne | Espoo Metro Areena 135 spectateurs |

| Feuille de match | Feuille de match                                                    | Feuille de match    | Feuille de match | Feuille de match                                                                                    |
| ---------------- | ------------------------------------------------------------------- | ------------------- | --- | --------------------------------------------------------------------------------------------------- |
|                  | - Osawa (Taka, M. Fujimoto) — 47 min 49 s Kubo (H. Toko) — 48 min - | 0-1 0-2 1-2 2-2 2-3 | Fiegert (Zorn, Spielberger) — 10 min 51 s (SN) Haider (Kluge, Fiegert) — 46 min 7 s (SN) - Delarbre (Zorn, Spielberger) — 56 min 55 s | Arbitrage : Maria Furberg et Gabriella Gran Juges de lignes : Julia Kainberger et Veronica Lovensno |
| N. Fujimoto      | Gardiens                                                            | Harß                | | Arbitrage : Maria Furberg et Gabriella Gran Juges de lignes : Julia Kainberger et Veronica Lovensno |
| 8 min            | Pénalités                                                           | 4 min               | | Arbitrage : Maria Furberg et Gabriella Gran Juges de lignes : Julia Kainberger et Veronica Lovensno |
| 41               | Tirs                                                                | 18                  | | Arbitrage : Maria Furberg et Gabriella Gran Juges de lignes : Julia Kainberger et Veronica Lovensno |

| 7 avril | France | 1-2 (1-0, 0-2, 0-0) | Suède | Espoo Metro Areena 553 spectateurs |

| Feuille de match | Feuille de match                            | Feuille de match | Feuille de match                                                          | Feuille de match                                                                                         |
| ---------------- | ------------------------------------------- | ---------------- | ------------------------------------------------------------------------- | --- |
|                  | Escudero (Baudrit, Allemoz) — 15 min 18 s - | 1-0 1-1 1-2      | - M. Olsson (H. Olsson) — 26 min 55 s Winberg (Rask, Nordin) — 34 min 1 s | Arbitrage : Nicole Hertrich et Miyuki Nakayama Juges de lignes : Julia Kainberger et Jacqueline Spresser |
| Baldin           | Gardiens                                    | Grahn            |                                                                           | Arbitrage : Nicole Hertrich et Miyuki Nakayama Juges de lignes : Julia Kainberger et Jacqueline Spresser |
| 8 min            | Pénalités                                   | 8 min            |                                                                           | Arbitrage : Nicole Hertrich et Miyuki Nakayama Juges de lignes : Julia Kainberger et Jacqueline Spresser |
| 20               | Tirs                                        | 40               |                                                                           | Arbitrage : Nicole Hertrich et Miyuki Nakayama Juges de lignes : Julia Kainberger et Jacqueline Spresser |

| 8 avril | Japon | 1-3 (0-2, 0-0, 1-1) | République tchèque | Espoo Metro Areena 1 232 spectateurs |

| Feuille de match | Feuille de match       | Feuille de match | Feuille de match                                                                                            | Feuille de match                                                                                 |
| ---------------- | ---------------------- | ---------------- | --- | ------------------------------------------------------------------------------------------------ |
|                  | - Kubo — 53 min 32 s - | 0-1 0-2 1-2 1-3  | Křížová (Pejzlová) — 3 min 34 s Přibylová (Kolowratová, Mašková) — 8 min 45 s - Vanišová — 59 min 16 s (CV) | Arbitrage : Nicole Hertrich et Anna Maria Wiegand Juges de lignes : Magali Anex et Diana Mokhova |
| N. Fujimoto      | Gardiens               | Peslarová        | | Arbitrage : Nicole Hertrich et Anna Maria Wiegand Juges de lignes : Magali Anex et Diana Mokhova |
| 10 min           | Pénalités              | 6 min            | | Arbitrage : Nicole Hertrich et Anna Maria Wiegand Juges de lignes : Magali Anex et Diana Mokhova |
| 12               | Tirs                   | 27               | | Arbitrage : Nicole Hertrich et Anna Maria Wiegand Juges de lignes : Magali Anex et Diana Mokhova |

| 8 avril | Allemagne | 2-3 (pr) (1-1, 1-1, 0-0, 0-1) | France | Espoo Metro Areena 136 spectateurs |

| Feuille de match | Feuille de match                                                       | Feuille de match    | Feuille de match                                                                              | Feuille de match                                                                                     |
| ---------------- | ---------------------------------------------------------------------- | ------------------- | --------------------------------------------------------------------------------------------- | --- |
|                  | - Eisenschmid (Karpf) — 12 min 37 s Spielberger (Zorn) — 21 min 59 s - | 0-1 1-1 2-1 2-2 2-3 | Escudero (Locatelli) — 22 s - Duvin (Baudrit, Aurard) — 28 min 15 s (SN) Aurard — 61 min 44 s | Arbitrage : Nikoleta Celárová et Maria Furberg Juges de lignes : Jenni Jaatinen et Michaela Štefková |
| Harß             | Gardiens                                                               | Lambert             |                                                                                               | Arbitrage : Nikoleta Celárová et Maria Furberg Juges de lignes : Jenni Jaatinen et Michaela Štefková |
| 8 min            | Pénalités                                                              | 12 min              |                                                                                               | Arbitrage : Nikoleta Celárová et Maria Furberg Juges de lignes : Jenni Jaatinen et Michaela Štefková |
| 43               | Tirs                                                                   | 22                  |                                                                                               | Arbitrage : Nikoleta Celárová et Maria Furberg Juges de lignes : Jenni Jaatinen et Michaela Štefková |

| 9 avril | Suède | 2-3 (1-0, 0-1, 1-2) | Japon | Espoo Metro Areena 1 380 spectateurs |

| Feuille de match | Feuille de match                                                           | Feuille de match    | Feuille de match | Feuille de match                                                                            |
| ---------------- | -------------------------------------------------------------------------- | ------------------- | --- | ------------------------------------------------------------------------------------------- |
|                  | Nordin (Winberg, Rask) — 2 min 36 s - Engström (H. Olsson) — 47 min 10 s - | 1-0 1-1 2-1 2-2 2-3 | - Yoneyama (Osawa) — 36 min 2 s - Shiga (A. Toko, Kubo) — 51 min 10 s (SN) A. Toko (H. Toko, Kubo) — 58 min 45 s (SN) | Arbitrage : Henna Åberg et Lacey Senuk Juges de lignes : Diana Mokhova et Michaela Štefková |
| Grahn            | Gardiens                                                                   | N. Fujimoto         | | Arbitrage : Henna Åberg et Lacey Senuk Juges de lignes : Diana Mokhova et Michaela Štefková |
| 8 min            | Pénalités                                                                  | 6 min               | | Arbitrage : Henna Åberg et Lacey Senuk Juges de lignes : Diana Mokhova et Michaela Štefková |
| 30               | Tirs                                                                       | 15                  | | Arbitrage : Henna Åberg et Lacey Senuk Juges de lignes : Diana Mokhova et Michaela Štefková |

| 9 avril | République tchèque | 2-0 (0-0, 2-0, 0-0) | Allemagne | Espoo Metro Areena 102 spectateurs |

| Feuille de match | Feuille de match                                                  | Feuille de match | Feuille de match | Feuille de match                                                                          |
| ---------------- | ----------------------------------------------------------------- | ---------------- | ---------------- | ----------------------------------------------------------------------------------------- |
|                  | Mills (Tejralová, Hymlarova) — 33 min 7 s (SN) Mills — 35 min 7 s | 1-0 2-0          | -                | Arbitrage : Kaisa Ketonen et Yana Zueva Juges de lignes : Jenni Heikkinen et Justine Todd |
| Bláhová          | Gardiens                                                          | Schröder         |                  | Arbitrage : Kaisa Ketonen et Yana Zueva Juges de lignes : Jenni Heikkinen et Justine Todd |
| 10 min           | Pénalités                                                         | 14 min           |                  | Arbitrage : Kaisa Ketonen et Yana Zueva Juges de lignes : Jenni Heikkinen et Justine Todd |
| 37               | Tirs                                                              | 10               |                  | Arbitrage : Kaisa Ketonen et Yana Zueva Juges de lignes : Jenni Heikkinen et Justine Todd |

##### Classement
| Clt   | Équipe    | PJ | V | VP | D | DP | BP | BC | Diff | Pts |
| ----- | --------- | -- | - | -- | - | -- | -- | -- | ---- | --- |
| +001, | Tchéquie  | 4  | 4 | 0  | 0 | 0  | 13 | 5  | +8   | 12  |
| +002, | Allemagne | 4  | 1 | 1  | 1 | 1  | 7  | 8  | -1   | 6   |
| +003, | Japon     | 4  | 2 | 0  | 2 | 0  | 9  | 8  | +1   | 6   |
| +004, | Suède     | 4  | 1 | 0  | 2 | 1  | 8  | 11 | -3   | 4   |
| +005, | France    | 4  | 0 | 1  | 3 | 0  | 5  | 10 | -5   | 2   |

- Qualifié pour les quarts de finale
- Relégué en division IA

Pour les significations des abréviations, voir statistiques du hockey sur glace.
Nota : pour départager les ex aequo, les règles suivantes sont appliquées : 1. Nombre de points, 2. Nombre de points lors d'une confrontation directe, 3. Différence de buts lors des confrontations directes, 4. Nombre de buts marqués lors des confrontations directes, 5. résultat contre la ou les équipes les mieux classées les plus proches en dehors des équipes à égalité, 6. tirage au sort.

### Match de classement (9eplace)
| 11 avril | Suède | 3-2 (0-0, 1-0, 2-2) | France | Espoo Metro Areena 142 spectateurs |

| Feuille de match | Feuille de match | Feuille de match    | Feuille de match                                                       | Feuille de match                                                                                 |
| ---------------- | --- | ------------------- | ---------------------------------------------------------------------- | ------------------------------------------------------------------------------------------------ |
|                  | Lundin (Holmgren, H. Olsson) — 36 min 41 s Nordin (Winberg, Nyhlén-Persson) — 48 min 2 s (SN) - Palm (Nordin, Winberg) — 54 min 31 s - | 1-0 2-0 2-1 3-1 3-2 | - Rozier (Locatelli) — 53 min 26 s - Aurard (Duvin) — 56 min 54 s (SN) | Arbitrage : Miyuki Nakayama et Yana Zueva Juges de lignes : Nicole Hertrich et Michaela Štefková |
| Grahn            | Gardiens | Baldin              |                                                                        | Arbitrage : Miyuki Nakayama et Yana Zueva Juges de lignes : Nicole Hertrich et Michaela Štefková |
| 8 min            | Pénalités | 8 min               |                                                                        | Arbitrage : Miyuki Nakayama et Yana Zueva Juges de lignes : Nicole Hertrich et Michaela Štefková |
| 34               | Tirs | 26                  |                                                                        | Arbitrage : Miyuki Nakayama et Yana Zueva Juges de lignes : Nicole Hertrich et Michaela Štefková |

### Phase finale

#### Tableau
|  | Quarts de finale             | Quarts de finale             |                              |                              | Demi-finales                 | Demi-finales                 |   |  | Finale                       | Finale                       |
|  | Quarts de finale             | Quarts de finale             |                              |                              | Demi-finales                 | Demi-finales                 |   |  | Finale                       | Finale                       |
|  |                              |                              |                              |                              |                              |                              |   |  |                              |                              |
|  | 11 avril, Espoo Metro Areena | 11 avril, Espoo Metro Areena |                              |                              | 13 avril, Espoo Metro Areena | 13 avril, Espoo Metro Areena |   |  | 14 avril, Espoo Metro Areena | 14 avril, Espoo Metro Areena |
|  | 11 avril, Espoo Metro Areena | 11 avril, Espoo Metro Areena |                              |                              | 13 avril, Espoo Metro Areena | 13 avril, Espoo Metro Areena |   |  | 14 avril, Espoo Metro Areena | 14 avril, Espoo Metro Areena |
|  | États-Unis                   | 4                            |                              |                              | 13 avril, Espoo Metro Areena | 13 avril, Espoo Metro Areena |   |  | 14 avril, Espoo Metro Areena | 14 avril, Espoo Metro Areena |
|  | États-Unis                   | 4                            |                              |                              | 13 avril, Espoo Metro Areena | 13 avril, Espoo Metro Areena |   |  | 14 avril, Espoo Metro Areena | 14 avril, Espoo Metro Areena |
|  | Japon                        | 0                            |                              |                              | 13 avril, Espoo Metro Areena | 13 avril, Espoo Metro Areena |   |  | 14 avril, Espoo Metro Areena | 14 avril, Espoo Metro Areena |
|  | Japon                        | 0                            | États-Unis                   | 8                            |                              |                              |   |  | 14 avril, Espoo Metro Areena | 14 avril, Espoo Metro Areena |
|  | 11 avril, Espoo Metro Areena |                              | États-Unis                   | 8                            |                              |                              |   |  | 14 avril, Espoo Metro Areena | 14 avril, Espoo Metro Areena |
|  |                              | Russie                       | 0                            |                              |                              |                              |   |  | 14 avril, Espoo Metro Areena | 14 avril, Espoo Metro Areena |
|  | Russie                       | Russie                       | 0                            | 3                            |                              |                              |   |  | 14 avril, Espoo Metro Areena | 14 avril, Espoo Metro Areena |
|  | Russie                       |                              |                              | 3                            |                              |                              |   |  | 14 avril, Espoo Metro Areena | 14 avril, Espoo Metro Areena |
|  | Suisse                       | 0                            |                              |                              |                              |                              |   |  | 14 avril, Espoo Metro Areena | 14 avril, Espoo Metro Areena |
|  | Suisse                       | 0                            | États-Unis                   | 2 F                          |                              |                              |   |  |                              |                              |
|  | 11 avril, Espoo Metro Areena |                              | États-Unis                   | 2 F                          |                              |                              |   |  |                              |                              |
|  |                              | Finlande                     | 1                            |                              |                              |                              |   |  |                              |                              |
|  | Finlande                     | Finlande                     | 1                            | 3                            |                              |                              |   |  |                              |                              |
|  | Finlande                     | 13 avril, Espoo Metro Areena |                              | 3                            |                              |                              |   |  |                              |                              |
|  | Tchéquie                     | 1                            |                              |                              |                              |                              |   |  |                              |                              |
|  | Tchéquie                     | 1                            | Finlande                     | 4                            |                              |                              |   |  |                              |                              |
|  | 11 avril, Espoo Metro Areena | 11 avril, Espoo Metro Areena | Finlande                     | 4                            | Match pour la 3e place       | Match pour la 3e place       |   |  |                              |                              |
|  | 11 avril, Espoo Metro Areena | 11 avril, Espoo Metro Areena |                              | Canada                       | Match pour la 3e place       | Match pour la 3e place       | 2 |  |                              |                              |
|  | Canada                       | 5                            | 14 avril, Espoo Metro Areena | 14 avril, Espoo Metro Areena |                              |                              | 2 |  |                              |                              |
|  | Canada                       | 5                            | 14 avril, Espoo Metro Areena | 14 avril, Espoo Metro Areena |                              |                              |   |  |                              |                              |
|  | Allemagne                    | 0                            |                              | Russie                       | 0                            |                              |   |  |                              |                              |
|  | Allemagne                    | 0                            |                              | Russie                       | 0                            |                              |   |  |                              |                              |
|  |                              |                              |                              |                              |                              |                              |   |  | Canada                       | 7                            |
|  |                              |                              |                              |                              |                              |                              |   |  | Canada                       | 7                            |

- F : Tirs de fusillade

#### Quarts de finale
| 11 avril | États-Unis | 4-0 (1-0, 1-0, 2-0) | Japon | Espoo Metro Areena 2 483 spectateurs |

| Feuille de match | Feuille de match | Feuille de match | Feuille de match | Feuille de match                                                                             |
| ---------------- | --- | ---------------- | ---------------- | -------------------------------------------------------------------------------------------- |
|                  | Knight (Picard, Carpenter) — 16 min 48 s Cameranesi (Keller, Barnes) — 29 min 22 s (SN) Barnes (Kessel, Brodt) — 42 min 51 s Coyne Schofield — 50 min 36 s | 1-0 2-0 3-0 4-0  | -                | Arbitrage : Henna Åberg et Nikoleta Celárová Juges de lignes : Magali Anex et Jenni Jaatinen |
| Rooney           | Gardiens | N. Fujimoto      |                  | Arbitrage : Henna Åberg et Nikoleta Celárová Juges de lignes : Magali Anex et Jenni Jaatinen |
| 4 min            | Pénalités | 4 min            |                  | Arbitrage : Henna Åberg et Nikoleta Celárová Juges de lignes : Magali Anex et Jenni Jaatinen |
| 53               | Tirs | 10               |                  | Arbitrage : Henna Åberg et Nikoleta Celárová Juges de lignes : Magali Anex et Jenni Jaatinen |

| 11 avril | Canada | 5-0 (1-0, 2-0, 2-0) | Allemagne | Espoo Metro Areena 744 spectateurs |

| Feuille de match | Feuille de match | Feuille de match    | Feuille de match | Feuille de match                                                                                 |
| ---------------- | --- | ------------------- | ---------------- | ------------------------------------------------------------------------------------------------ |
|                  | Turnbull (Larocque, Ambrose) — 7 min 40 s Jenner (Nurse, Lacquette) — 27 min 2 s (SN) Stacey (Rattray, Hart) — 29 min 26 s Spooner (Lacquette, Jenner) — 43 min 11 s (SN) Turnbull (Daoust, Fortino) — 51 min 32 s (SN) | 1-0 2-0 3-0 4-0 5-0 | -                | Arbitrage : Gabriella Gran et Kaisa Ketonen Juges de lignes : Veronica Lovensno et Diana Mokhova |
| Maschmeyer       | Gardiens | Harß                |                  | Arbitrage : Gabriella Gran et Kaisa Ketonen Juges de lignes : Veronica Lovensno et Diana Mokhova |
| 6 min            | Pénalités | 8 min               |                  | Arbitrage : Gabriella Gran et Kaisa Ketonen Juges de lignes : Veronica Lovensno et Diana Mokhova |
| 66               | Tirs | 9                   |                  | Arbitrage : Gabriella Gran et Kaisa Ketonen Juges de lignes : Veronica Lovensno et Diana Mokhova |

| 11 avril | Russie | 3-0 (0-0, 1-0, 2-0) | Suisse | Espoo Metro Areena 114 spectateurs |

| Feuille de match | Feuille de match | Feuille de match | Feuille de match | Feuille de match                                                                                           |
| ---------------- | --- | ---------------- | ---------------- | --- |
|                  | Chokhina (Chtariova, Dergatchiova) — 32 min 4 s Dergatchiova (Chokhina, Chibanova) — 45 min 24 s (SN) Chtariova (Chokhina) — 58 min 22 s (CV) | 1-0 2-0 3-0      | -                | Arbitrage : Gabrielle Ariano-Lortie et Maria Furberg Juges de lignes : Jenni Heikkinen et Julia Kainberger |
| Morozova         | Gardiens | Brändli          |                  | Arbitrage : Gabrielle Ariano-Lortie et Maria Furberg Juges de lignes : Jenni Heikkinen et Julia Kainberger |
| 4 min            | Pénalités | 8 min            |                  | Arbitrage : Gabrielle Ariano-Lortie et Maria Furberg Juges de lignes : Jenni Heikkinen et Julia Kainberger |
| 44               | Tirs | 14               |                  | Arbitrage : Gabrielle Ariano-Lortie et Maria Furberg Juges de lignes : Jenni Heikkinen et Julia Kainberger |

| 11 avril | Finlande | 3-1 (0-0, 2-1, 1-0) | Tchéquie | Espoo Metro Areena 3 290 spectateurs |

| Feuille de match | Feuille de match | Feuille de match | Feuille de match                            | Feuille de match                                                                                    |
| ---------------- | --- | ---------------- | ------------------------------------------- | --------------------------------------------------------------------------------------------------- |
|                  | - Karvinen (Hiirikoski, Tulus) — 27 min 42 s (SN) Tapani (Karvinen, Hiirikoski) — 35 min 59 s Hiirikoski (Karvinen, Tulus) — 50 min 53 s (SN) | 0-1 1-1 2-1 3-1  | Mlýnková (Mills, Horálková) — 21 min 31 s - | Arbitrage : Jamie Huntley-Park et Lacey Senuk Juges de lignes : Jacqueline Spresser et Justine Todd |
| Räty             | Gardiens | Peslarová        |                                             | Arbitrage : Jamie Huntley-Park et Lacey Senuk Juges de lignes : Jacqueline Spresser et Justine Todd |
| 2 min            | Pénalités | 8 min            |                                             | Arbitrage : Jamie Huntley-Park et Lacey Senuk Juges de lignes : Jacqueline Spresser et Justine Todd |
| 43               | Tirs | 17               |                                             | Arbitrage : Jamie Huntley-Park et Lacey Senuk Juges de lignes : Jacqueline Spresser et Justine Todd |

#### Demi-finales
| 13 avril | Canada | 2-4 (1-1, 1-2, 0-1) | Finlande | Espoo Metro Areena 4 311 spectateurs |

| Feuille de match | Feuille de match                                                       | Feuille de match        | Feuille de match | Feuille de match                                                                                       |
| ---------------- | ---------------------------------------------------------------------- | ----------------------- | --- | --- |
|                  | Rattray (Stacey) — 2 min 32 s - Gabel (Jenner, Bettez) — 27 min 53 s - | 1-0 1-1 1-2 2-2 2-3 2-4 | - Savolainen (Tulus) — 16 min 23 s (SN) Hiriikoski (Tulus, Savolainen) — 26 min 50 s (SN) - Latinen (Karvinen) — 36 min 18 s Savolainen — 59 min 22 s (CV) | Arbitrage : Nicole Hertrich et Jamie Huntley-Park Juges de lignes : Veronica Lovensno et Diana Mokhova |
| Szabados         | Gardiens                                                               | Räty                    | | Arbitrage : Nicole Hertrich et Jamie Huntley-Park Juges de lignes : Veronica Lovensno et Diana Mokhova |
| 8 min            | Pénalités                                                              | 10 min                  | | Arbitrage : Nicole Hertrich et Jamie Huntley-Park Juges de lignes : Veronica Lovensno et Diana Mokhova |
| 45               | Tirs                                                                   | 19                      | | Arbitrage : Nicole Hertrich et Jamie Huntley-Park Juges de lignes : Veronica Lovensno et Diana Mokhova |

| 13 avril | États-Unis | 8-0 (1-0, 5-0, 2-0) | Russie | Espoo Metro Areena 897 spectateurs |

| Feuille de match | Feuille de match | Feuille de match                                 | Feuille de match | Feuille de match                                                                                           |
| ---------------- | --- | ------------------------------------------------ | ---------------- | --- |
|                  | Knight (Pannek, Cameranesi) — 11 min 7 s Pankowski (Decker) — 23 min 45 s Pfalzer (Knight, Picard) — 26 min 18 s Bozek (Knight) — 29 min 59 s Pannek (Stecklein) — 30 min 23 s Knight (Pfalzer) — 28 min 13 s Scamurra (Bozek, Keller) — 46 min 50 s Pannek (Knight, Cameranesi) — 51 min 33 s (SN) | 1-0 2-0 3-0 4-0 5-0 6-0 7-0 8-0                  | -                | Arbitrage : Gabrielle Ariano-Lortie et Kaisa Ketonen Juges de lignes : Jenni Heikkinen et Julia Kainberger |
| Rigsby           | Gardiens | Prougova (30 min 23 s) Merkoucheva (29 min 37 s) |                  | Arbitrage : Gabrielle Ariano-Lortie et Kaisa Ketonen Juges de lignes : Jenni Heikkinen et Julia Kainberger |
| 0 min            | Pénalités | 14 min                                           |                  | Arbitrage : Gabrielle Ariano-Lortie et Kaisa Ketonen Juges de lignes : Jenni Heikkinen et Julia Kainberger |
| 49               | Tirs | 11                                               |                  | Arbitrage : Gabrielle Ariano-Lortie et Kaisa Ketonen Juges de lignes : Jenni Heikkinen et Julia Kainberger |

#### Match pour la troisième place
| 14 avril | Russie | 0-7 (0-2, 0-1, 0-4) | Canada | Espoo Metro Areena 2 294 spectateurs |

| Feuille de match                             | Feuille de match | Feuille de match            | Feuille de match | Feuille de match                                                                                              |
| -------------------------------------------- | ---------------- | --------------------------- | --- | --- |
|                                              | -                | 0-1 0-2 0-3 0-4 0-5 0-6 0-7 | Spooner (Johnston, Fast) — 6 min 8 s Johnston (Nurse) — 15 min 31 s Johnston (Nurse) — 29 min 38 s Gabel (Fast) — 43 min 9 s Rattray (Ambrose, Daoust) — 48 min 13 s (SN) Ambrose (Rattray, Lacquette) — 54 min 21 s (SN) Gabel (Bettez, Larocque) — 55 min 10 s | Arbitrage : Jamie Huntley-Park et Anna Maria Wiegand Juges de lignes : Jenni Heikkinen et Jacqueline Spresser |
| Morozova (55 min 10 s) Prougova (4 min 50 s) | Gardiens         | Lacasse                     | | Arbitrage : Jamie Huntley-Park et Anna Maria Wiegand Juges de lignes : Jenni Heikkinen et Jacqueline Spresser |
| 18 min                                       | Pénalités        | 4 min                       | | Arbitrage : Jamie Huntley-Park et Anna Maria Wiegand Juges de lignes : Jenni Heikkinen et Jacqueline Spresser |
| 6                                            | Tirs             | 41                          | | Arbitrage : Jamie Huntley-Park et Anna Maria Wiegand Juges de lignes : Jenni Heikkinen et Jacqueline Spresser |

#### Finale
| 14 avril | États-Unis | 2-1 (TB) (0-0, 1-1, 0-0, 0-0, 1-0) | Finlande | Espoo Metro Areena 6 053 spectateurs |

| Feuille de match | Feuille de match                                                            | Feuille de match | Feuille de match                              | Feuille de match                                                                               |
| ---------------- | --------------------------------------------------------------------------- | ---------------- | --------------------------------------------- | ---------------------------------------------------------------------------------------------- |
|                  | Pankowski (Coyne Shofield, Pfalzer) — 35 min 46 s - Pankowski — 80 min (TB) | 1-0 1-1 2-1      | - Tapani (Nieminen, Tuominen) — 38 min 29 s - | Arbitrage : Nicole Hertrich et Lacey Senuk Juges de lignes : Veronica Lovensno et Justine Todd |
| Rigsby           | Gardiens                                                                    | Räty             |                                               | Arbitrage : Nicole Hertrich et Lacey Senuk Juges de lignes : Veronica Lovensno et Justine Todd |
| 8 min            | Pénalités                                                                   | 4 min            |                                               | Arbitrage : Nicole Hertrich et Lacey Senuk Juges de lignes : Veronica Lovensno et Justine Todd |
| 52               | Tirs                                                                        | 27               |                                               | Arbitrage : Nicole Hertrich et Lacey Senuk Juges de lignes : Veronica Lovensno et Justine Todd |

### Classement final
| Place              | Équipe     |
| ------------------ | ---------- |
| Médaille d'or      | États-Unis |
| Médaille d'argent  | Finlande   |
| Médaille de bronze | Canada     |
| 4                  | Russie     |
| 5                  | Suisse     |
| 6                  | Tchéquie   |
| 7                  | Allemagne  |
| 8                  | Japon      |
| 9                  | Suède      |
| 10                 | France     |

### Médaillées
| Championnes du monde États-Unis | Effectif : Cayla Barnes, Kacey Bellamy, Megan Bozek, Hannah Brandt, Sydney Brodt, Danielle Cameranesi, Alex Carpenter, Jesse Compher, Kendall Coyne Schofield, Brianna Decker, Megan Keller, Amanda Kessel, Hilary Knight, Annie Pankowski, Kelly Pannek, Emily Pfalzer, Michelle Picard, Emma Polusny, Alexandria Rigsby, Madeline Rooney, Melissa Samoskevich, Hayley Scamurra et Lee Stecklein Entraîneur : Bob Corkum |

| Argent Finlande | Effectif : Sanni Hakala, Jenni Hiirikoski, Elisa Holopainen, Venla Hovi, Michelle Karvinen, Nelli Laitinen, Rosa Lindstedt, Petra Nieminen, Tanja Niskanen, Emma Nuutinen, Isa Rahunen, Annina Rajahuhta, Noora Räty,Riikka Sallinen,Ronja Savolainen, Jenna Silvonen, Eveliina Suonpää, Susanna Tapani, Noora Tulus, Minnamari Tuominen, Viivi Vainikka, Linda Välimäki et Ella Viitasuo Entraîneur : Pasi Mustonen. |

| Bronze Canada | Effectif : Erin Ambrose, Ann-Sophie Bettez, Jaime Bourbonnais, Emily Clark, Mélodie Daoust, Renata Fast, Laura Fortino, Loren Gabel, Micah Hart, Brianne Jenner, Rebecca Johnston, Geneviève Lacasse, Brigette Lacquette, Jocelyne Larocque, Emerance Maschmeyer, Sarah Nurse, Marie-Philip Poulin, Jamie Lee Rattray, Jillian Saulnier, Laura Stacey, Natalie Spooner, Shannon Szabados et Blayre Turnbull Entraîneur : Perry Pearn |

### Récompenses individuelles
| Équipe-type des médias.                                                 |
| Knight Coyne Schofield Karvinen Barnes Hiirikoski Räty MVP : Hiirikoski |
| Knight Coyne Schofield Karvinen Barnes Hiirikoski Räty MVP : Hiirikoski |

Équipe type IIHF :
- Meilleure gardienne : Noora Räty (Finlande)
- Meilleure défenseure : Jenni Hiirikoski (Finlande)
- Meilleure attaquante : Kendall Coyne Schofield (États-Unis)

### Statistiques individuelles
Pour les significations des abréviations, voir statistiques du hockey sur glace.
| Clt | Joueuse                 | Équipe     | PJ | B | A | Pts | Pun | +/- |
| --- | ----------------------- | ---------- | -- | - | - | --- | --- | --- |
| 1   | Hilary Knight           | États-Unis | 7  | 7 | 4 | 11  | 4   | +13 |
| 2   | Natalie Spooner         | Canada     | 7  | 6 | 4 | 10  | 4   | +9  |
| 3   | Jenni Hiirikoski        | Finlande   | 7  | 2 | 8 | 10  | 0   | +5  |
| 4   | Kendall Coyne Schofield | États-Unis | 7  | 5 | 4 | 9   | 2   | +11 |
| 5   | Brianne Jenner          | Canada     | 7  | 3 | 6 | 9   | 4   | +3  |
| 6   | Sarah Nurse             | Canada     | 7  | 2 | 6 | 8   | 2   | +8  |
| 7   | Loren Gabel             | Canada     | 7  | 6 | 1 | 7   | 2   | +6  |
| 8   | Annie Pankowski         | États-Unis | 7  | 4 | 3 | 7   | 2   | +10 |
| 9   | Danielle Cameranesi     | États-Unis | 7  | 3 | 4 | 7   | 2   | +12 |
| 9   | Michelle Karvinen       | Finlande   | 7  | 3 | 4 | 7   | 2   | -1  |

| Clt | Joueuse           | Équipe     | PJ | Min          | BC | Moy  | %Arr  | Bl |
| --- | ----------------- | ---------- | -- | ------------ | -- | ---- | ----- | -- |
| 1   | Alexandria Rigsby | États-Unis | 5  | 320 min      | 5  | 0,94 | 95,28 | 2  |
| 2   | Noora Räty        | Finlande   | 6  | 354 min 47 s | 13 | 2,20 | 93,66 | 1  |
| 3   | Jennifer Harß     | Allemagne  | 4  | 246 min 44 s | 11 | 2,67 | 93,53 | 0  |
| 4   | Caroline Baldin   | France     | 4  | 237 min 46 s | 11 | 2,78 | 92,90 | 0  |
| 5   | Nana Fujimoto     | Japon      | 5  | 299 min 20 s | 11 | 2,20 | 92,76 | 1  |
| 6   | Klára Peslarová   | Tchéquie   | 4  | 240 min      | 8  | 2,00 | 91,75 | 0  |
| 7   | Shannon Szabados  | Canada     | 3  | 178 min 54 s | 4  | 1,34 | 91,49 | 1  |
| 8   | Andrea Brändli    | Suisse     | 3  | 179 min 29 s | 14 | 4,68 | 90,07 | 0  |
| 9   | Janine Alder      | Suisse     | 2  | 120 min      | 10 | 5,00 | 90,00 | 0  |
| 10  | Sarah Grahn       | Suède      | 5  | 300 min 8 s  | 11 | 2,20 | 89,22 | 0  |
| 11  | Nadejda Morozova  | Russie     | 4  | 208 min 48 s | 10 | 2,87 | 88,24 | 1  |

Nota : seules sont classées les gardiennes ayant joué au minimum 40 % du temps de jeu de leur équipe.

## Autres divisions

### Division IA
La compétition se déroule du 7 au 13 avril 2019 à Budapest en Hongrie.
| Clt   | Équipe     | PJ | V | VP | D | DP | BP | BC | Diff | Pts |
| ----- | ---------- | -- | - | -- | - | -- | -- | -- | ---- | --- |
| +001, | Hongrie    | 5  | 4 | 0  | 0 | 1  | 20 | 6  | +14  | 13  |
| +002, | Danemark   | 5  | 3 | 0  | 2 | 0  | 18 | 16 | +2   | 9   |
| +003, | Norvège    | 5  | 3 | 0  | 2 | 0  | 12 | 10 | +2   | 9   |
| +004, | Autriche   | 5  | 2 | 1  | 2 | 0  | 20 | 13 | +7   | 8   |
| +005, | Slovaquie  | 5  | 1 | 1  | 2 | 1  | 7  | 12 | -5   | 6   |
| +006, | Italie (P) | 5  | 0 | 0  | 5 | 0  | 3  | 23 | -20  | 0   |

| Pays |       |     |     |       |       |     |
|      |       | 6-2 | 2-1 | 2-1   | 1-2 F | 9-0 |
|      | 2-6   |     | 4-0 | 3-8   | 3-1   | 6-1 |
|      | 1-2   | 0-4 |     | 5-4   | 4-0   | 2-0 |
|      | 1-2   | 8-3 | 4-5 |       | 3-2 F | 4-1 |
|      | 2-1 F | 1-3 | 0-4 | 2-3 F |       | 2-1 |
|      | 0-9   | 1-6 | 0-2 | 1-4   | 1-2   |     |

Pour les significations des abréviations, voir statistiques du hockey sur glace.
- promu en Division Élite en 2020
- relégué en Division IB en 2020
- F : Tirs de fusillade

### Division IB
La compétition se déroule du 6 au 12 avril 2019 à Pékin en Chine.
| Clt   | Équipe       | PJ | V | VP | D | DP | BP | BC | Diff | Pts |
| ----- | ------------ | -- | - | -- | - | -- | -- | -- | ---- | --- |
| +001, | Pays-Bas (P) | 5  | 5 | 0  | 0 | 0  | 17 | 4  | +13  | 15  |
| +002, | Corée du Sud | 5  | 3 | 0  | 2 | 0  | 17 | 15 | +2   | 9   |
| +003, | Pologne      | 5  | 3 | 0  | 2 | 0  | 13 | 12 | +1   | 9   |
| +004, | Chine        | 5  | 2 | 0  | 3 | 0  | 12 | 12 | 0    | 6   |
| +005, | Kazakhstan   | 5  | 1 | 0  | 3 | 1  | 8  | 16 | -8   | 4   |
| +006, | Lettonie     | 5  | 0 | 1  | 4 | 0  | 4  | 12 | -8   | 2   |

| Pays |     |     |     |     |       |       |
|      |     | 5-2 | 2-0 | 4-0 | 3-1   | 3-1   |
|      | 2-5 |     | 4-3 | 2-5 | 5-1   | 4-1   |
|      | 0-2 | 3-4 |     | 4-3 | 5-3   | 1-0   |
|      | 0-4 | 5-2 | 3-4 |     | 1-2   | 3-0   |
|      | 1-3 | 1-5 | 3-5 | 2-1 |       | 1-2 F |
|      | 1-3 | 1-4 | 0-1 | 0-3 | 2-1 F |       |

Pour les significations des abréviations, voir statistiques du hockey sur glace.
- promu en Division IA en 2020
- relégué en Division IIA en 2020

### Division IIA
La compétition se déroule du 2 au 8 avril 2019 à Dumfries en Grande-Bretagne.
| Clt   | Équipe          | PJ | V | VP | D | DP | BP | BC | Diff | Pts |
| ----- | --------------- | -- | - | -- | - | -- | -- | -- | ---- | --- |
| +001, | Slovénie        | 5  | 3 | 1  | 0 | 1  | 24 | 11 | +13  | 12  |
| +002, | Grande-Bretagne | 5  | 3 | 1  | 1 | 0  | 13 | 9  | +4   | 11  |
| +003, | Espagne (P)     | 5  | 2 | 1  | 1 | 1  | 11 | 11 | 0    | 9   |
| +004, | Mexique         | 5  | 2 | 0  | 2 | 1  | 14 | 18 | -4   | 7   |
| +005, | Corée du Nord   | 5  | 1 | 1  | 2 | 1  | 12 | 13 | -1   | 6   |
| +006, | Australie       | 5  | 0 | 0  | 5 | 0  | 10 | 22 | -12  | 0   |

| Pays |       |       |       |       |       |     |
|      |       | 4-2   | 3-4 F | 7-1   | 4-3 F | 6-1 |
|      | 2-4   |       | 4-1   | 3-2 P | 2-1   | 2-1 |
|      | 4-3 F | 1-4   |       | 2-0   | 1-2 F | 3-2 |
|      | 1-7   | 2-3 P | 0-2   |       | 4-2   | 7-4 |
|      | 3-4 F | 1-2   | 2-1 F | 2-4   |       | 4-2 |
|      | 1-6   | 1-2   | 2-3   | 4-7   | 2-4   |     |

Pour les significations des abréviations, voir statistiques du hockey sur glace.
- promu en Division IB en 2020
- relégué en Division IIB en 2020
- P : prolongation
- F : tirs de fusillade

### Division IIB
La compétition se déroule du 1er au 7 avril 2019 à Brașov en Roumanie.
| Clt   | Équipe           | PJ | V | VP | D | DP | BP | BC | Diff | Pts |
| ----- | ---------------- | -- | - | -- | - | -- | -- | -- | ---- | --- |
| +001, | Taipei chinois   | 5  | 5 | 0  | 0 | 0  | 20 | 8  | +15  | 15  |
| +002, | Nouvelle-Zélande | 5  | 4 | 0  | 1 | 0  | 18 | 8  | +10  | 12  |
| +003, | Islande          | 5  | 3 | 0  | 2 | 0  | 21 | 12 | +9   | 9   |
| +004, | Turquie          | 5  | 1 | 0  | 3 | 1  | 15 | 23 | -8   | 4   |
| +005, | Croatie (P)      | 5  | 1 | 0  | 4 | 0  | 7  | 15 | -8   | 3   |
| +006, | Roumanie         | 5  | 0 | 1  | 4 | 0  | 15 | 27 | -12  | 2   |

| Pays |     |     |     |       |     |       |
|      |     | 3-0 | 5-2 | 5-3   | 3-0 | 4-3   |
|      | 0-3 |     | 2-1 | 4-2   | 5-1 | 7-1   |
|      | 2-5 | 1-2 |     | 6-0   | 3-0 | 9-5   |
|      | 3-5 | 2-4 | 0-6 |       | 6-3 | 4-5 P |
|      | 0-3 | 1-5 | 0-3 | 3-6   |     | 3-1   |
|      | 3-4 | 1-7 | 5-9 | 5-4 P | 1-3 |       |

Pour les significations des abréviations, voir statistiques du hockey sur glace.
- promu en Division IIA en 2020
- relégué de Division IIB en 2020
- P : Prolongation

### Qualification pour la Division IIB
La compétition se déroule du 13 au 18 janvier 2019 au Cap en Afrique du Sud.
| Clt   | Équipe         | PJ | V | VP | D | DP | BP | BC | Diff | Pts |
| ----- | -------------- | -- | - | -- | - | -- | -- | -- | ---- | --- |
| +001, | Ukraine        | 4  | 4 | 0  | 0 | 0  | 17 | 5  | +12  | 12  |
| +002, | Belgique       | 4  | 3 | 0  | 1 | 0  | 24 | 7  | +17  | 9   |
| +003, | Afrique du Sud | 4  | 2 | 0  | 2 | 0  | 21 | 17 | +4   | 6   |
| +004, | Hong Kong      | 4  | 0 | 1  | 3 | 0  | 11 | 29 | -18  | 2   |
| +005, | Bulgarie       | 4  | 0 | 0  | 3 | 1  | 11 | 26 | -15  | 1   |

| Pays |     |     |      |       |       |
|      |     | 4-1 | 3-1  | 5-2   | 5-1   |
|      | 1-4 |     | 9-2  | 8-1   | 6-0   |
|      | 1-3 | 2-9 |      | 10-1  | 8-4   |
|      | 2-5 | 1-8 | 1-10 |       | 7-6 P |
|      | 1-5 | 0-6 | 4-8  | 6-7 P |       |

Pour les significations des abréviations, voir statistiques du hockey sur glace.
- promu en Division IIB en 2020
- P : Prolongation